# Praticien de santé de premier contact
 (décembre 2020).
Si vous disposez d'ouvrages ou d'articles de référence ou si vous connaissez des sites web de qualité traitant du thème abordé ici, merci de compléter l'article en donnant les références utiles à sa vérifiabilité et en les liant à la section « Notes et références ».
Un praticien de Santé de Premier Contact (PSPC) est un praticien que l'on peut consulter sans passer par un médecin généraliste (qui est lui-même un PSPC).  C'est le cas des dentistes et des sages-femmes.  Un PSPC est donc formé au diagnostic afin de sécuriser sa pratique et peut prescrire des analyses biologiques, voire des médicaments pour certains (dentiste, sage-femme).